# 유전체 (물리학)

극성을 띤 유전체

유전체(誘電體, 영어: dielectric material) 또는 절연체는 전기장 안에서 극성을 지니게 되는 절연체이다. 도체와 달리 유전체는 절연체이므로 전하가 통과하지 않지만 양전하에 대해서는 유전체의 음전하가, 음전하에 대해서는 유전체의 양전하가 늘어서게 되어 극성을 지니게 된다. 그 결과 유전체가 갖는 고유한 유전율에 따른 유전 상수만큼 전기장의 전위차는 감소하게 되며 유전체는 감소한 전위차에 해당하는 에너지를 저장하게 된다. 이러한 성질 때문에 유전체는 전자기장 안에 있는 물질에 에너지를 저장하는 용도로 사용되고 있다. 유전체의 전기적 특징은 전자공학, 광학, 고체물리학 등에서 중요하게 다루어진다.

## 유전 상수

유전체가 채워진 축전기

왼쪽의 그림과 같이 축전기 사이에 유전체가 채워지면 유전체가 갖는 고유의 유전상수의 역수 만큼 전위차가 감소하게 된다. 유전체가 없을 때의 전위차를 {\displaystyle \Delta V_{0}} 라고 하고 유전체가 채워졌을 때의 전위차를 {\displaystyle \Delta V} 라고 하면 다음과 같은 관계가 성립한다.
{\displaystyle \Delta V={\frac {\Delta V_{0}}{k}}} (k는 유전 상수)
이 때 감소된 전위차는 유전체에 전기에너지로 저장된다. 이를 전기용량이라고 한다. 유전상수가 높으면 전기용량 역시 커지게 된다. 유전체가 판 사이의 전 공간을 가득채운 평행판 축전기의 전기용량은 다음과 같은 수식으로 표현할 수 있다.
{\displaystyle C=k\epsilon _{0}{\frac {A}{d}}} (k는 유전체의 유전상수, ε0는 진공의 유전율, A는 평행판의 면적, d는 평행판 사이의 거리이다.)
위의 수식에서 보이듯 전기용량은 평행판 사이의 거리가 가까울수록 커지지만, 실제 방전이 일어나지 않고 유전체에 저장될 수 있는 전기용량은 한계가 있다. 이렇게 방전을 일으키지 않고 걸어줄 수 있는 최대 전기장을 유전체의 유전 강도라고 한다. 유전체에 유전강도를 넘어서는 전기장이 걸리면 절연 파괴가 일어나 방전된다. 일반적으로 공기도 유전체로 취급되지만, 공기가 절연성을 유지할 수 있는 전기장의 세기는 비교적 크지 않다. 이 때문에 전기회로에서는 높은 유전상수를 갖는 고체절연체가 쓰인다.
유전상수와 유전강도는 물질마다 고유값을 갖는다. 다음은 여러 가지 물질의 유전상수와 유전강도이다.
| 물질       | 유전상수 k | 유전강도 {\displaystyle 10^{6}V/m} |
| ---------- | ---------- | ---------------------------------- |
| 진공       | 1          | -                                  |
| 공기       | 1.00059    | 3                                  |
| 종이       | 3.7        | 16                                 |
| 다이아몬드 | 5.7        | 100                                |
| 유리       | 5 -10      | 8 -13                              |

## 축전기
축전기에 유전체를 사용하면 전기용량을 크게 늘릴 수 있고 최대 동작 전압 역시 증가하게 된다. 고체 유전체의 경우에는 축전기를 역학적으로 지탱해주는 효과도 있다. 실제 전기 회로의 설계와 구성에서는 다양한 종류의 유전체를 사용한 축전기들이 사용된다. 대표적인 유전체의 종류로는 세라믹, 탄탈리움, 실리콘필름 등이 있다.

## 같이 보기
- 축전기
- 유전율